# Lò magma

Lò magma trong núi lửa: số 11

Lò magma, buồng magma hay hốc magma (magma chamber) là một vùng khối đá magma lỏng bên dưới bề mặt Trái Đất. Đá nóng chảy, hoặc magma, trong một buồng như vậy có thể đang chịu áp lực rất lớn và tăng dần. Khi đủ thời gian áp suất này có thể dần dần phá vỡ đá quanh nó, tạo ra một con đường để macma di chuyển lên trên. Nếu nó tìm đường và đến bề mặt, thì kết quả sẽ là một vụ phun trào núi lửa. Do đó nhiều ngọn núi lửa nằm trên các lò macma. Những khoang này khó có thể phát hiện sâu trong lòng đất, và do đó hầu hết những gì được biết gần bề mặt, thường từ 1 km đến 10 km .

Lò magma bên trên mảng hút chìm

## Động lực học lò magma
Magma dâng lên qua các vết nứt từ bên dưới và xuyên qua lớp vỏ vì nó không dày đặc hơn đá xung quanh. Khi magma không thể tìm thấy một con đường để lên bề mặt, nó sẽ dồn vào một buồng magma. Buồng này thường được tạo ra theo thời gian , bởi các tiềm nhập magma ngang  hoặc thẳng đứng . Magma mới tiềm nhập gây ra phản ứng của các tinh thể đã có sẵn, và áp suất trong buồng tăng lên .
Các magma cư trú bắt đầu nguội dần, các thành phần có điểm nóng chảy cao hơn như olivin kết tinh ra khỏi dung dịch, đặc biệt là gần các thành mát của buồng, và hình thành một tập hợp dày đặc hơn của khoáng chất mà chìm (đá tích luỹ). Sau khi làm mát, các pha khoáng mới sẽ bão hòa và sự thay đổi của đá (ví dụ như sự kết tinh phân đoạn), thường tạo thành (1) gabbro, diorit, tonalit và granit hoặc (2) gabro, diorit, syenit và granit. Nếu macma nằm trong một buồng trong một thời gian dài, sau đó nó có thể trở thành phân tầng với các thành phần mật độ thấp tăng lên phía trên và các vật liệu đậm hơn bị chìm. Các hòn đá tích tụ trong các lớp, tạo thành một sự xâm nhập lớp. Bất kỳ sự phun trào nào sau đó có thể tạo ra các lớp trầm kỳ dị; ví dụ, các trầm tích từ vụ phun trào núi Vesuvius năm 79 bao gồm một lớp đá bọt trắng dày từ phần trên của buồng magma được phủ một lớp đá bọt xám tương tự được sản xuất từ vật liệu phun trào sau đó từ dưới vào trong buồng.
Một hiệu ứng khác của việc làm mát buồng là các tinh thể kiên cố sẽ giải phóng khí (chủ yếu là hơi nước) trước đây bị hòa tan khi chúng có trong chất lỏng, làm cho áp suất trong buồng tăng, có thể là đủ để tạo ra một vụ phun trào. Ngoài ra, việc loại bỏ các thành phần của điểm nóng chảy thấp hơn sẽ làm cho magma trở nên nhớt hơn (bằng cách tăng nồng độ silicat). Do đó, sự phân tầng của một buồng magma có thể dẫn đến sự gia tăng lượng khí bên trong magma gần phía trên cùng của buồng, và làm cho magma này trở nên nhớt hơn, có khả năng dẫn đến vụ phun trào nổ hơn so với trường hợp có buồng không bị phân tầng.
Nếu magma không được phun lên bề mặt trong vụ phun trào núi lửa, nó sẽ từ từ nguội và tinh thể ở độ sâu để hình thành nên một vật thể nóng chảy xâm nhập, ví dụ, gồm đá granit hoặc gabro (xem pluton).
Thông thường, một ngọn núi lửa có thể có một buồng magma sâu sâu tới nhiều kilômét, nơi cung cấp một căn phòng nông gần đỉnh. Vị trí của các khoang macma có thể được lập bản đồ bằng cách sử dụng địa chấn học: sóng địa chấn di chuyển chậm hơn qua đá lỏng hơn rắn, cho phép các phép đo xác định các khu vực di chuyển chậm xác định các buồng magma .
Khi núi lửa phun trào, đá xung quanh sẽ sụp đổ vào buồng đổ. Nếu kích thước của buồng giảm đáng kể, thiếu hụt vật liệu tại bề mặt có thể làm hình thành một miệng núi lửa.